# Karl Pfeiffenberger
Karl Friedrich Pfeiffenberger (* 4. Mai 1847 in Mudau; † 27. Oktober 1928 in Mannheim) war ein Lehrer und Autor verschiedener Fibeln.

## Leben
Pfeiffenberger wurde als Sohn von Karl Pfeiffenberger und dessen Ehefrau Josefa geb. Schäfer in Mudau im badischen Odenwald geboren. Er war Hauptlehrer und Ehrenbürger von Mudau. Von 1872 bis 1881 hatte er die Leitung des Gesangvereins „Frohsinn 1842“ in Mudau inne. Im Jahr 1927 erfolgte dort die Ernennung zum Ehrenbürger. Sein Sohn Otto Pfeiffenberger war Gründungsmitglied des Council for a Democratic Germany in den USA.

## Schriften
- Deutsche Schreib-Lese-Fibel nach dem badischen Normallehrplane und unter Zugrundelegung der badischen Normalschreibschrift von Ludwig Ungelenk und Karl Pfeiffenberger; Verlag Bensheimer, Mannheim 1878 bis 1892
- Schreib-Lese-Fibel unter Zugrundelegung der neuen badischen Normalschrift (Steilschrift) von Ludwig Ungelenk und Karl Pfeiffenberger; Verlag Bensheimer, Mannheim 1893 bis 1897
- Des Kindes erstes Schulbuch; Verlag Bensheimer, Mannheim 1898 bis 1902
- Lesebuch für die Primarschulen des Kantons Basel-Stadt : erstes Schuljahr; Verlag Geering/Verlag der Basler Buch- und Antiquariatshandlung, Basel 1900 bis 1915
- Erstes Lesebuch für die Primarschulen des Kantons Basel-Landschaft; Verlag Geering/Verlag der Basler Buch- und Antiquariatshandlung, Basel 1906 bis 1909
- Kinderwelt : Neueste Schreiblesefibel; Verlag Ackermann, Weinheim 1910 bis 1931